# Офроуд

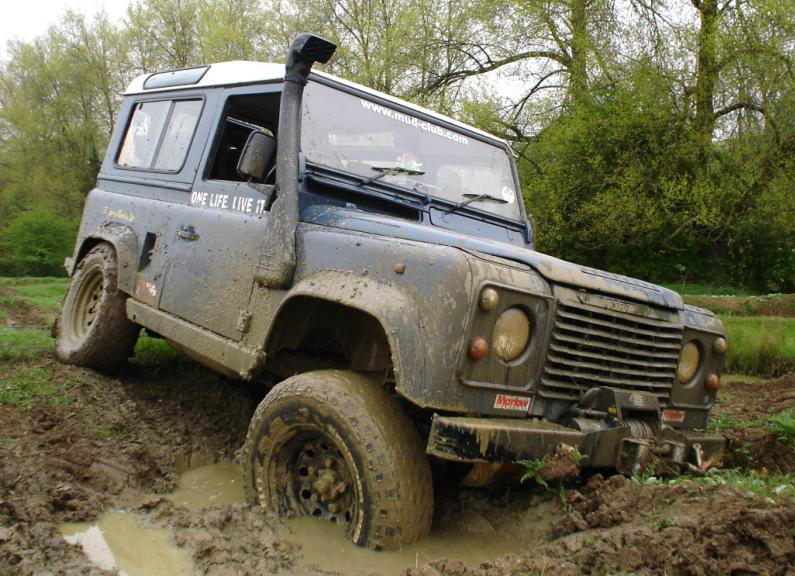
Land Rover Defender 90 їде по бездоріжжю

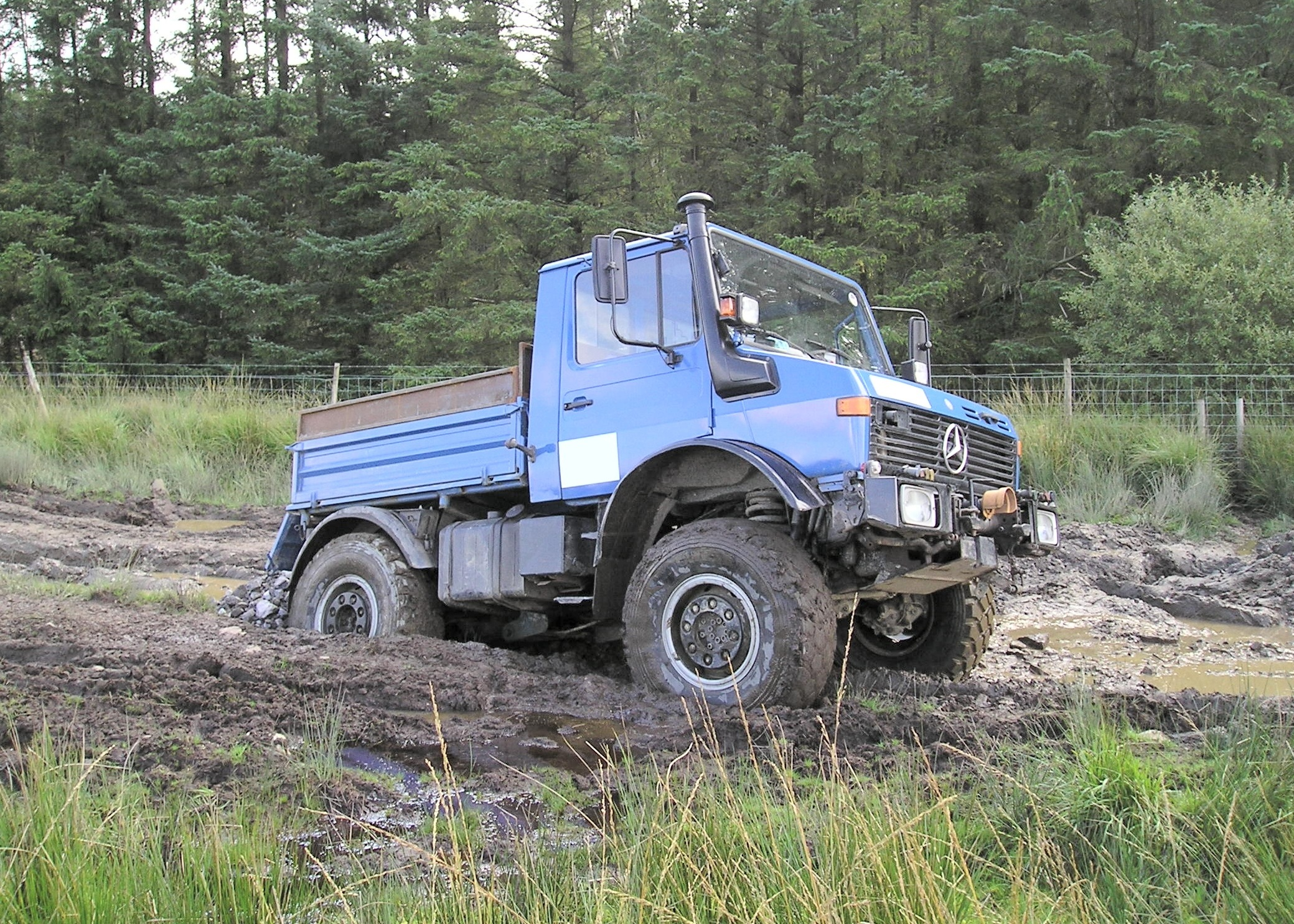
Unimog U1600 їде по бездоріжжю

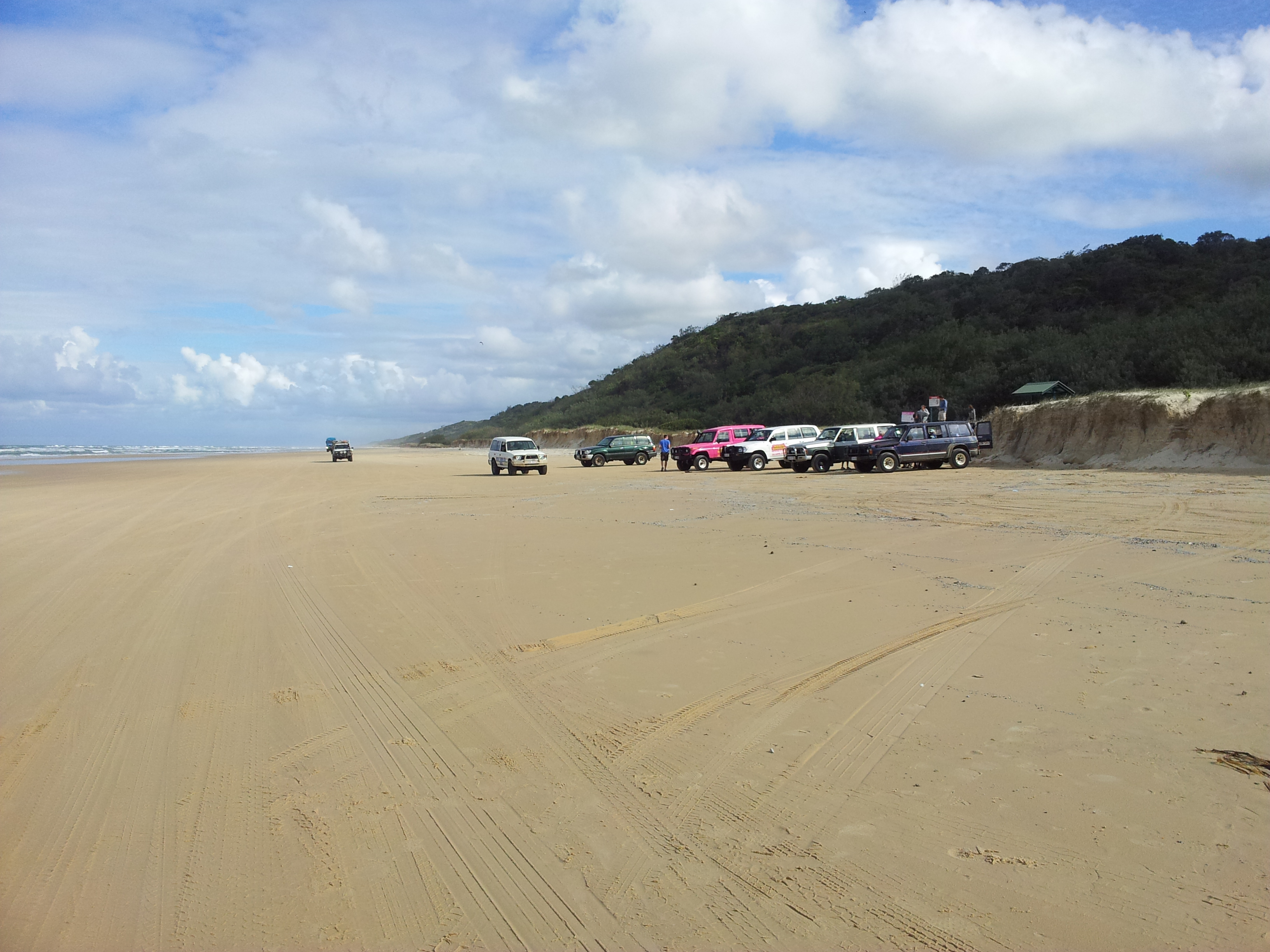
Повнопривідні автомобілі на узбережжі острова Фрайзер, Австралія

Офроуд, Офф-роуд (англ. off-road — бездоріжжя) — це вид активного відпочинку або спорту пов'язаний з їздою автомобілями по дорогам без покриття або піщаних, гравійних, засніжених, кам'янистих та інших треках з природним покриттям. Офроуд включає в себе як дозвілля на оригінальних, не змінених повнопривідних автомобілях, так і змагання на власноруч побудованих позашляховиках.

## Позашляховики

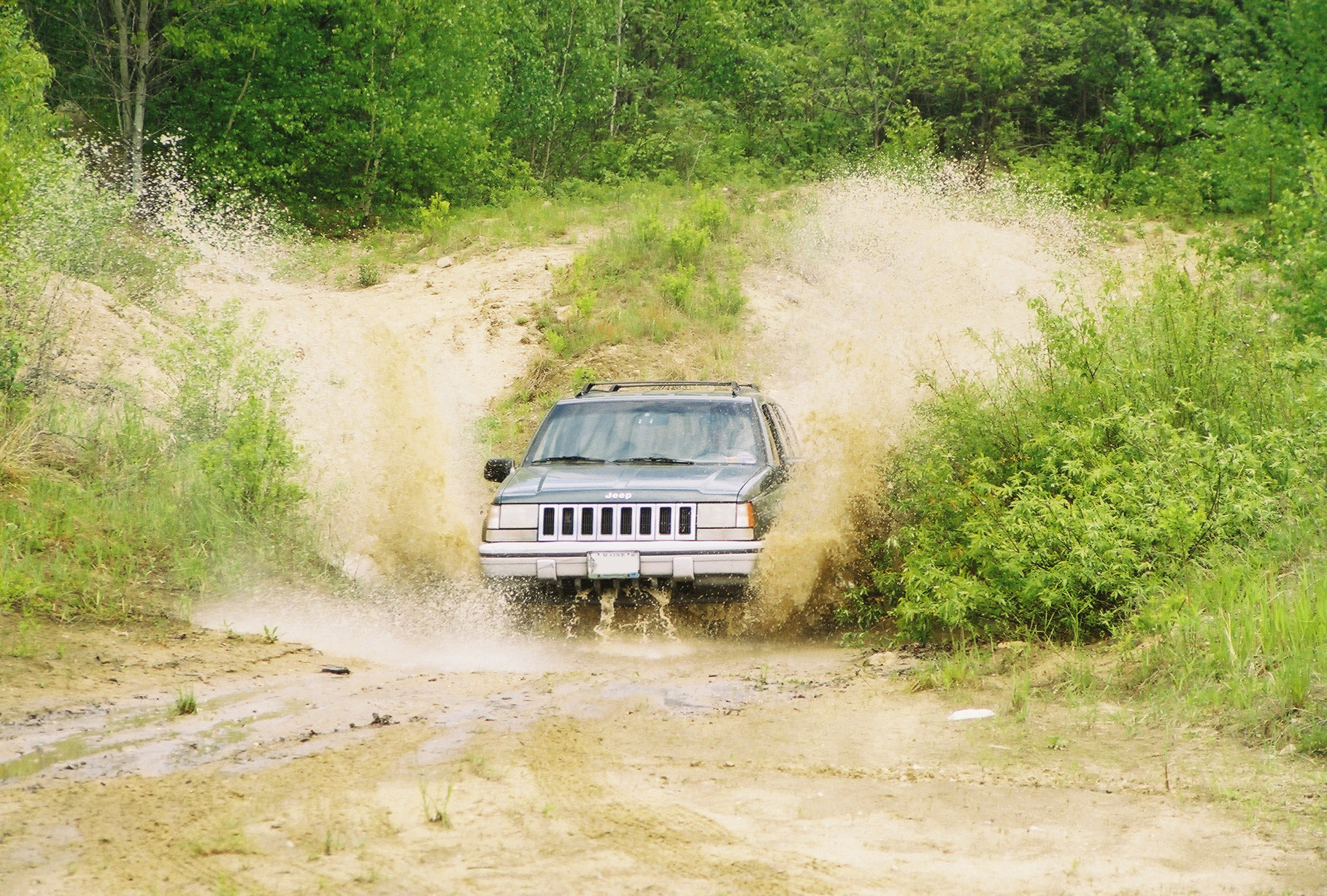
Один з прикладів позашляховика, в цьому випадку Jeep Grand Cherokee, в дії.

Для подорожування по бездоріжжю потрібні транспортні засоби обладнані повним приводом та пониженим рядом передач, бажано зі збільшеним кліренсом та позашляховими колесами.

## Рекреаційний офроуд
Деякі приклади рекреаційного офроуду:

### Їзда по дюнам (Dune bashing)

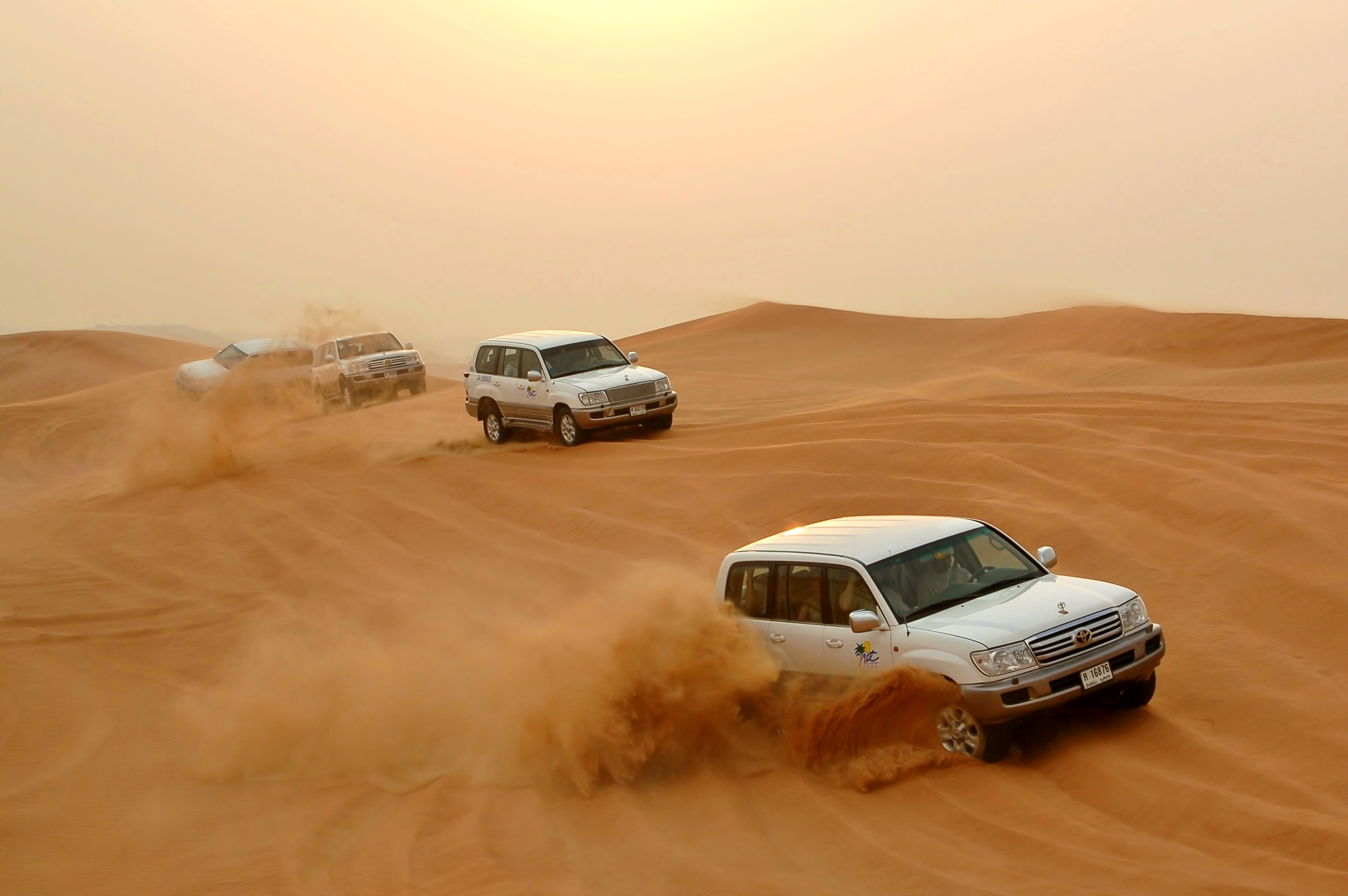
Організовані пустельні сафарі по дюнам в Дубай

Великі позашляховики такі як Toyota Land Cruiser та Nissan Patrol використовуються для їзди по дюнам (хоча легкіші автівки часом набагато кращі для їзди по надзвичайно м'якому піску який зустрічається на піщаних дюнах). Транспортні засоби які використовують для їзди по дюнам можуть бути обладнані каркасами безпеки на випадок перевертання. Так само як і в автоперегонах, для керування автомобілем в цих умовах потрібні досвід та майстерність. Перше що треба зробити перед тим як з'їжджати на звичайному позашляховику в пустелю це понизити тиск в шинах. Це потрібно для збільшенням площі контакту з поверхнею і зменшення тиску на поверхню. Наприклад, в колесах з рекомендованим тиском в 2.4 атмосфери, треба зменшувати тиск до 0.8-1 атмосфери.
Найбільш розповсюдженою модифікацією є встановлення дисків з бедлоками, які утримують шину на диску навіть з дуже низьким тиском без ризику розбортувати колесо.

### Позашляхові автоперегони

#### Автоперегони пустелею
В подібних автоперегонах використовуються як повнопривідні так і задньопривідні автівки з підвісками з великим ходом та великими шинами (зазвичай висотою 33-39 дюймів).[джерело?]

### Рейд
Це тип подоржей позашляховиками по дорогам з невеликою кількістью бездоріжжя. Традиційно, такі поїздки проводять по незаселеним місцям. Популярними напрямками є пустелі Туніса, Марокко та інших північно африканських країн, кросконтинентальні подорожі по Африці, подорожі по Монголії та північній Скандинавії. 

## Модифікація автівок
Для подорожування легким бездоріжжям (трейлинг, оверлендинг) вистачить і серійних автівок, проте для більш важкого бездоріжжя (грязьові гонки, скелелазіння) потрібні модификації, такі як артикуляція осей та кращі можливості повнопривідного автомобіля.

#### Боділіфт
Ця модифікація доступна тільки для позашляховиків з рамою. Її мета збільшити простір в колісних арках, що в свою чергу, дозволяє встановити колеса більшого розміру. Робиться встановленням пластин між кузовом автомобіля та рамою. Типовий розмір проставок від 1 до 4 дюймів (25-100 мм).

#### Ліфт підвіски
Це встановлення підвіски з вищих пружин та амортизаторів з більшим ходом. Встановлення ліфту підвіски дозволяє використання більших коліс, а також збільшуються кути заїзду та з'їзду з гори що полегшує рух бездоріжжям.

#### Великі шини
Встановлення великих шин збільшує кліренс між усіма частинами автомобіля так дорогою. Для встановлення шин більшого діаметру може знадобитися встановлення ліфту підвіски, або боділіфту, або ж відрізання частин колісних арок автівки.